# ベレー帽と立襟の自画像
『ベレー帽と立襟の自画像』（ベレーぼうとたてえりのじがぞう、英: Self-Portrait with Beret and Turned-Up Collar）あるいは単に『自画像』（じがぞう、蘭: Zelfportret, 英: Self-Portrait）は、オランダ黄金時代の巨匠レンブラント・ファン・レインが1659年に制作した自画像である。油彩。油彩画だけでも40を超えるレンブラントの自画像の1つで、繊細かつ陰鬱な性質の自画像であり、「創造的な勝利と個人的および経済的な逆転が組み合わされた人生のストレスと日々の疲れ」が見られる作品として特筆されてきた。アメリカ合衆国財務長官を務め、美術コレクターでもあったアンドリュー・メロンが所有したことでも知られる。現在はワシントンD.C.のナショナル・ギャラリーに所蔵されている。

## 作品
『ベレー帽と立襟の自画像』では、レンブラントは広く描かれた毛皮のマントに身を包んで座り、両手を膝の上に置いている。右上からの光が顔全体を照らし、頬の形をこけさせ、右頬と耳たぶの傷の描写を可能にしている。自画像は茶色と灰色の抑制された色幅で描かれているが、おそらく椅子の背もたれを示す赤い形と、一方でテーブルクロスと思われる画面左下隅の別の赤い部分によって豊かになっている。最も明るいレンブラントの顔は、大きなベレー帽と、あごを引き立てながら隠す高い襟に囲まれている。顔の肌は濃厚で立体的に見える顔料で形作られており、画家の身体的老化と人生経験の感情的影響を示唆する豊かで多様な色彩で描かれている。
レンブラントは当初、黒いベレー帽ではなく明るい色の帽子を被って自身を描いていた。このもともと描かれていた帽子は画家が油彩の自画像にのみ描いたタイプのものであったため、おそらく当初は自身の職業に直接触れることを意図していたと考えられる。

### 構図

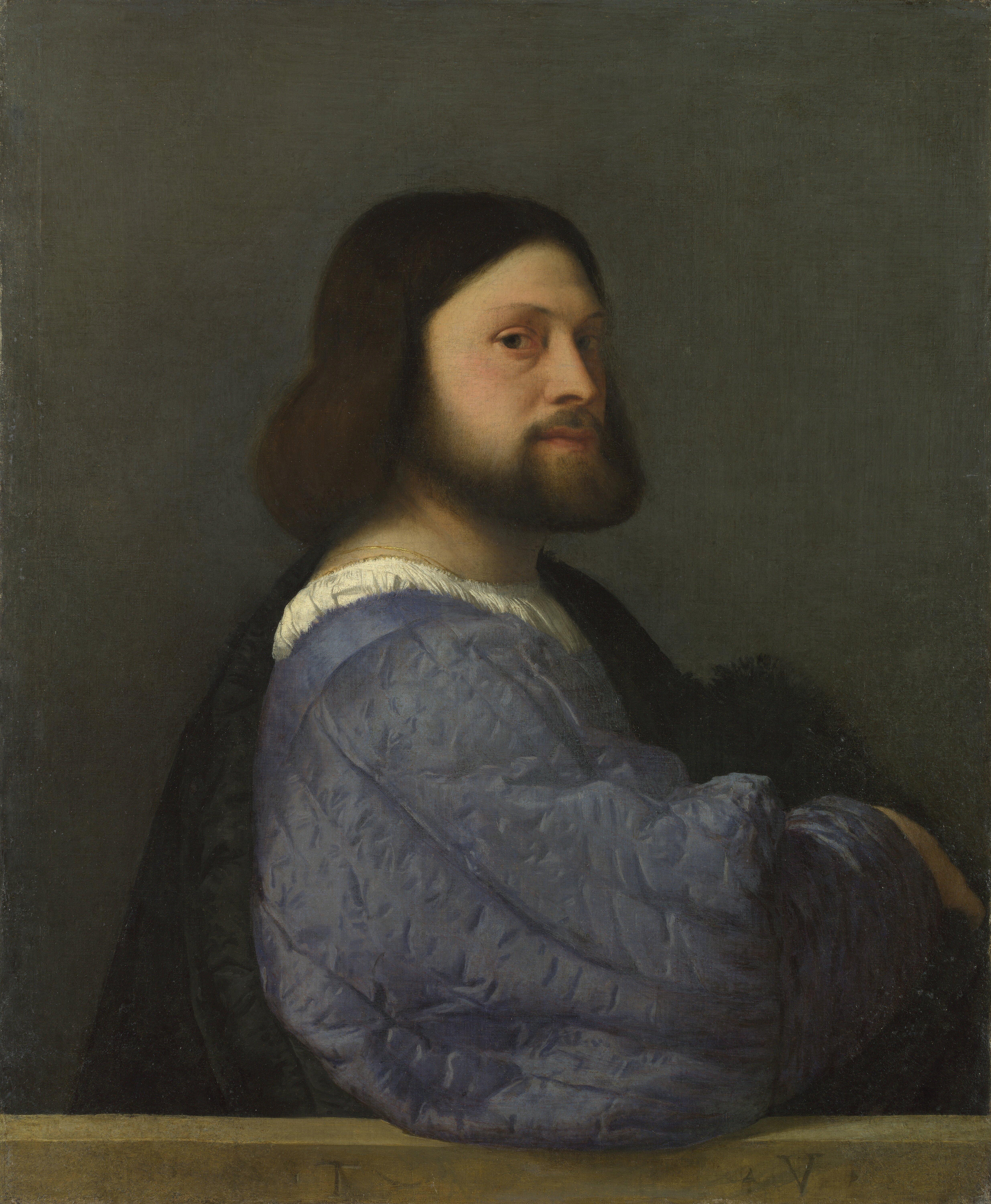
ティツィアーノ・ヴェチェッリオの『キルトの袖をつけた男の肖像』。ロンドン・ナショナル・ギャラリー所蔵。

この姿勢は1639年のエッチング『石の手摺りに寄りかかる自画像』（Self-Portrait Leaning on a Stone Sill）や、現在ロンドンのナショナル・ギャラリーに所蔵されている翌1640年の『34歳の自画像』（Self portrait at the age of 34）など、レンブラントの初期の作品を思い起こさせる。初期の両作品ともに、レンブラントがアムステルダムで見たラファエロ・サンツィオの『バルダッサーレ・カスティリオーネの肖像』（Ritratto di Baldassare Castiglione）や、ルドヴィーコ・アリオストの肖像画と誤解されていたティツィアーノ・ヴェチェッリオの『キルトの袖をつけた男の肖像』（A Man with a Quilted Sleeve）を参照していると見なされてきた。組まれた手と暗い袖で覆われた左腕はラファエロの肖像画とよく似ている。またレンブラント自画像の自画像では珍しい頭部と胴体の配置もラファエロの絵画を彷彿とさせる。

ラファエロ・サンツィオの『バルダッサーレ・カスティリオーネの肖像』。ルーヴル美術館所蔵。

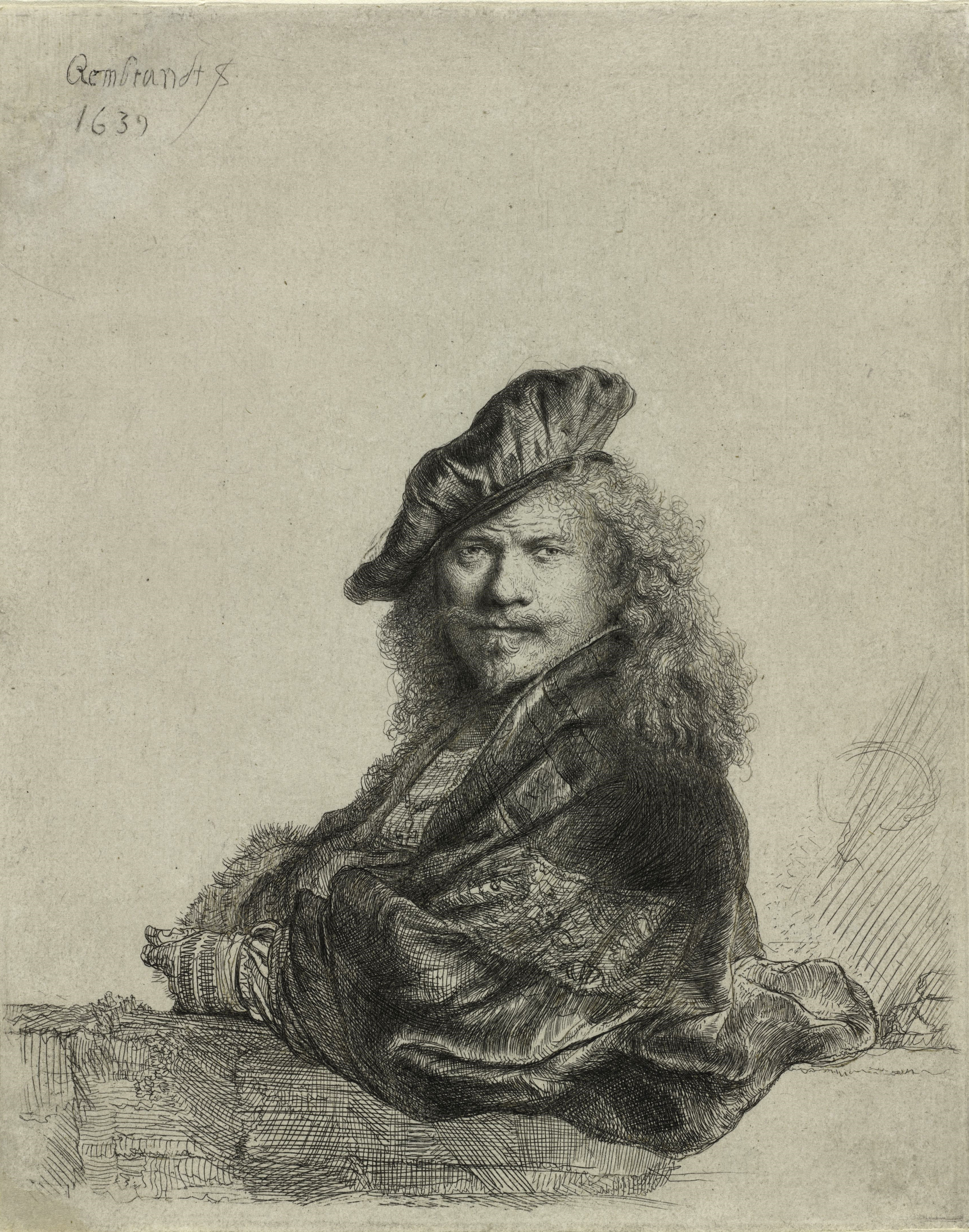
レンブラント・ファン・レインが1639年に制作したエッチングによる自画像『石の手摺りにもたれる自画像』。ワシントン・ナショナル・ギャラリーほか所蔵。

レンブラントは自画像を描くとき、通常右利きの画家にとってより便利な配置を使用した。すなわち作業中に腕と手で視界が妨げられることがないように、鏡をイーゼルの左側に置き、顔の左側が最も目立つようにした。正面を描いた自画像は数枚あるが、本作品は『ゼウクシスとしての自画像』（Self-Portrait as Zeuxis）とともにレンブラントが左を向いて描いた、顔の右側がより多く露出している 2点の自画像のうちの1つである。この角度の違いは、レンブラントが当時描いていた一連の自画像から意図的に変化させたものであることが示唆されている。
『ベレー帽と立襟の自画像』はエジンバラのスコットランド国立美術館に所蔵されている、より完成度の高い油彩画の自画像と同時期の作品である。服装と顔の状態は本作品と近い年代に制作されたことを示唆している。エクス＝アン＝プロヴァンスのグラネ美術館のベレー帽を被った小さな未完成の自画像でも、同じ服装が描かれている。

### 制作
レンブラントの他の多くの自画像より完成度が低いものの、特に顔における筆致の豊かな表現力は注目に値する。いくつかの部分では、顔料の巧みな扱いは描かれている外観に依存していないように見える。レンブラントの研究者エルンスト・ファン・デ・ウェテリングにとって「絵具は、まるで髭剃り用のブラシで塗られたようだ」。制作が闊達であるゆえに本作品の帰属は疑問視されているが、X線撮影の調査は、レンブラントの他の肖像では後から溶剤を用いたより洗練されたタッチでの仕上げが広く適用されていることを明らかにしたため、レンブラントは制作途中で筆を止めた可能性がある。本作品の顔つきに見られる造形的なフォルムの明白な感覚は、明度と色彩の慎重な移行の結果ではなく、筆遣いの質感の活気の結果である。
画面全体のラフなダイナミズムに対して、いくつかの部分は他の部分より鮮明に見えるように塗装されているため、大気感の質の錯覚において妥協はない。多くの場合、これは絵具が密に塗られた領域と、ぼやけた筆致で構成された領域との間に変化が生じた結果である。絵具の起伏が光の反射を生み出し、立体的な実物の肌を模倣している。暖かみのあるトーンの厚い絵具の筆遣いは、額、鼻、頬に反射する光の領域を表現しており、これらの部分に隣接するこめかみや右眼の深いしわ、鼻翼の周りには、灰緑色の下塗りの隙間がある。右の眼球は一連の透明なグレーズで描かれ、その上にハイライト用の鉛白が一滴置かれている。この眼は複雑で多様な筆遣いに囲まれている。眉は不均一な一連の筆致で形作られ、上まぶたの上のしわは1つの筆致で明確に示している。頬の上の皮膚は丸みを帯びた絵筆で造形されている。目尻のしわは乾いた下絵の上に濡れた絵具を引きずることで示している。眼の下のしわを強調するため、絵筆の柄と思われる鈍い物体を使用し、髪の濡れた絵具にひっかいた線を付けて、遠ざかる髪のより広い部分に対して鋭い巻き毛を作り出している。
錯覚の手段としての表面変化の実践、いわゆる「kenlijkheyt」または知覚可能性は、レンブラントの一部の同時代人によって理解されていた。それにもかかわらず、顔とドレーパリーおよび背景部分との塗装の劇的な違いは後期の自画像には珍しい。全体的に完成された作品という印象であり、経験によって特徴づけられた主題を提示するものでありながら、究極的には気品の中で毅然としている。

## 保存状態
元の支持体は裏打ちの裏に鉛白が塗布された細い糸のキャンバスである。肖像画には濃い赤褐色と薄い灰色の2つの下地がある。肖像は当初、現在摩耗しているが、茶色の下塗りがいくつかの箇所で露出したまま描かれていた。顔と手の状態は良好である。人物像と背景の広範囲にわたる損傷個所は黒い上塗りで覆われており、その一部は1992年に修復が実施された際に除去された。

## 来歴
絵画は18世紀に初代モンタギュー公爵ジョージ・モンタギューがロンドン、ブルームズベリー地区の邸宅モンタギュー・ハウスに所有していたことが知られており、その後、娘であるバクルー公爵夫人エリザベス・スコットに相続された。以降は長年にわたってバクルー公爵家が所有したが、1928年、第7代バクルー公爵および第9代クイーンズベリー公爵のジョン・モンタギュー・ダグラス・スコットは美術商コルナギに売却した。その際にコルナギはノードラー商会と共同で購入している。この絵画を翌1929年に両社から購入したのがアンドリュー・メロンであった。その後アンドリュー・メロンは1934年12月28日にピッツバーグのアンドリュー・メロン教育慈善信託（The A.W. Mellon Educational and Charitable Trust）に絵画を譲渡し、1937年にナショナル・ギャラリーに寄贈した。

## ギャラリー

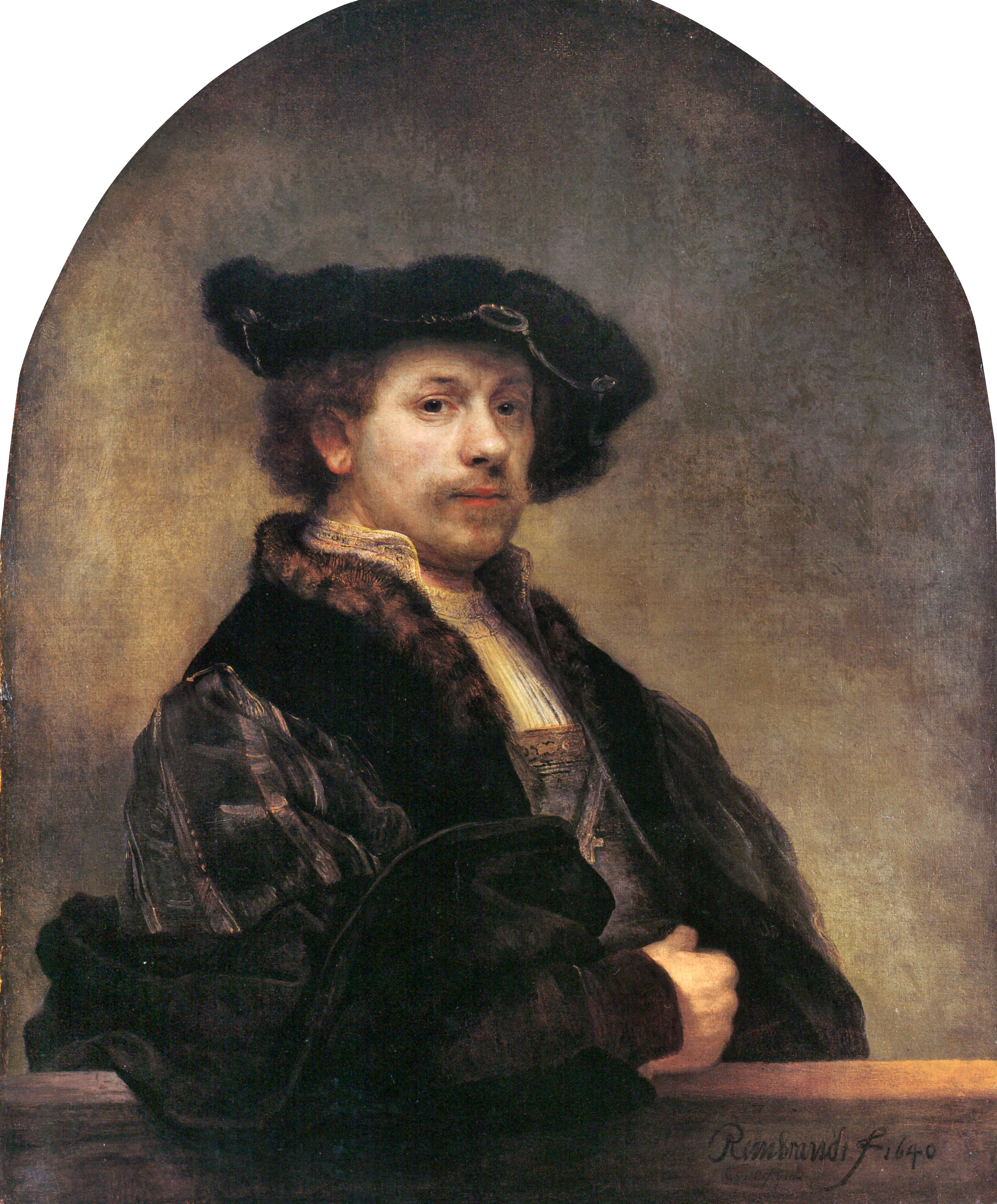
『34歳の自画像』1640年 ロンドン・ナショナル・ギャラリー所蔵
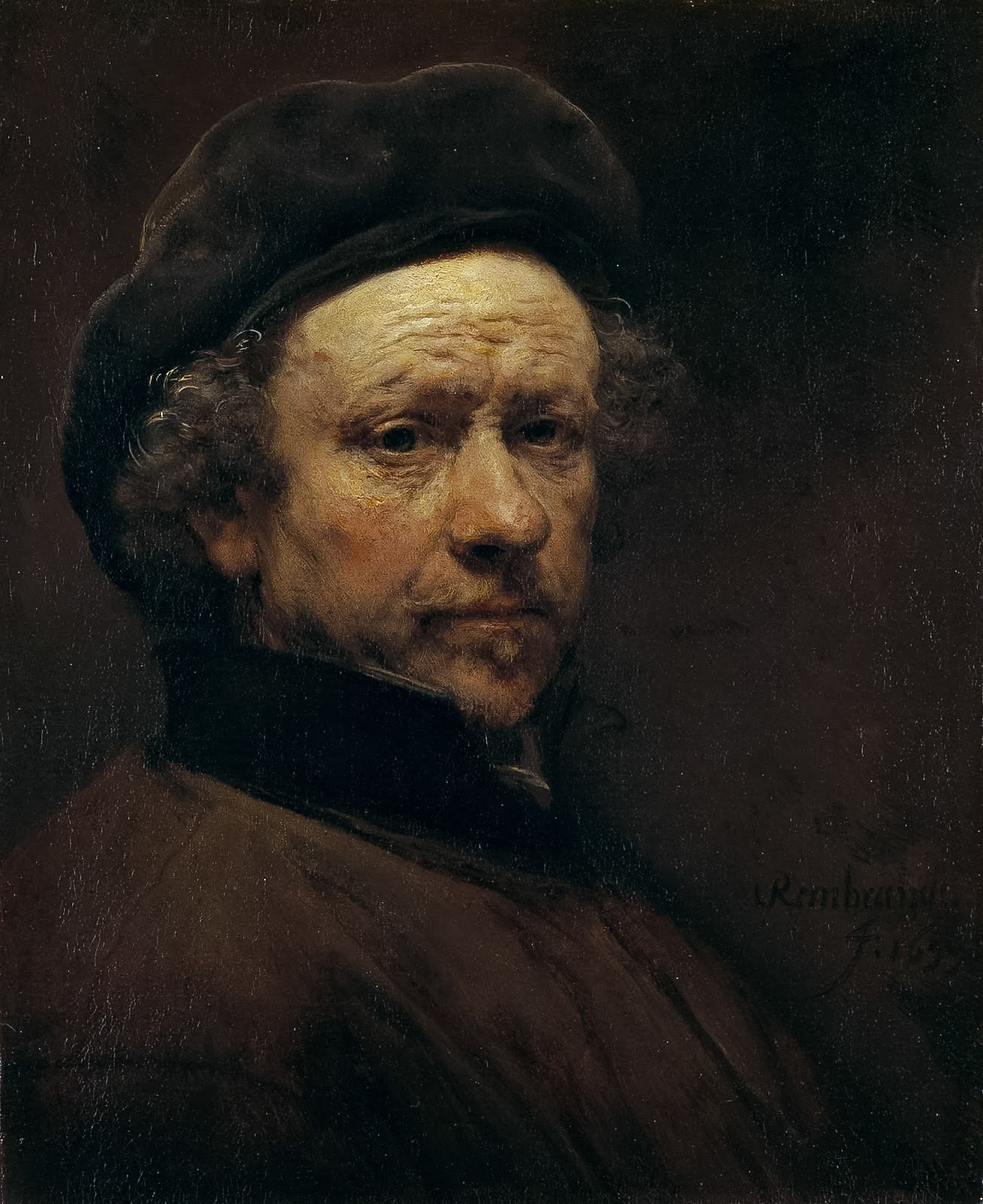
『自画像』1659年頃 スコットランド国立美術館所蔵
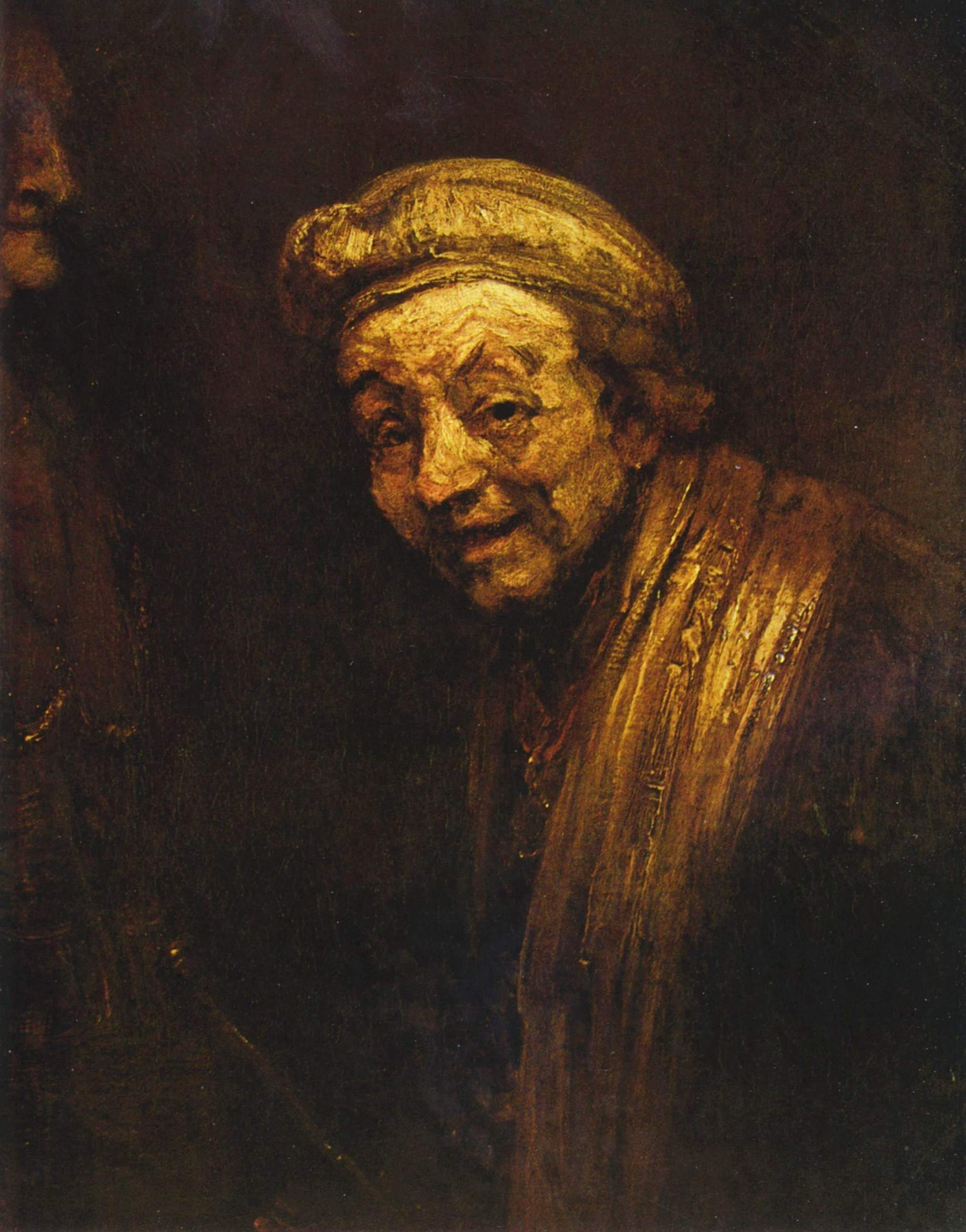
『ゼウクシスとしての自画像』1662年頃 ヴァルラフ・リヒャルツ美術館所蔵
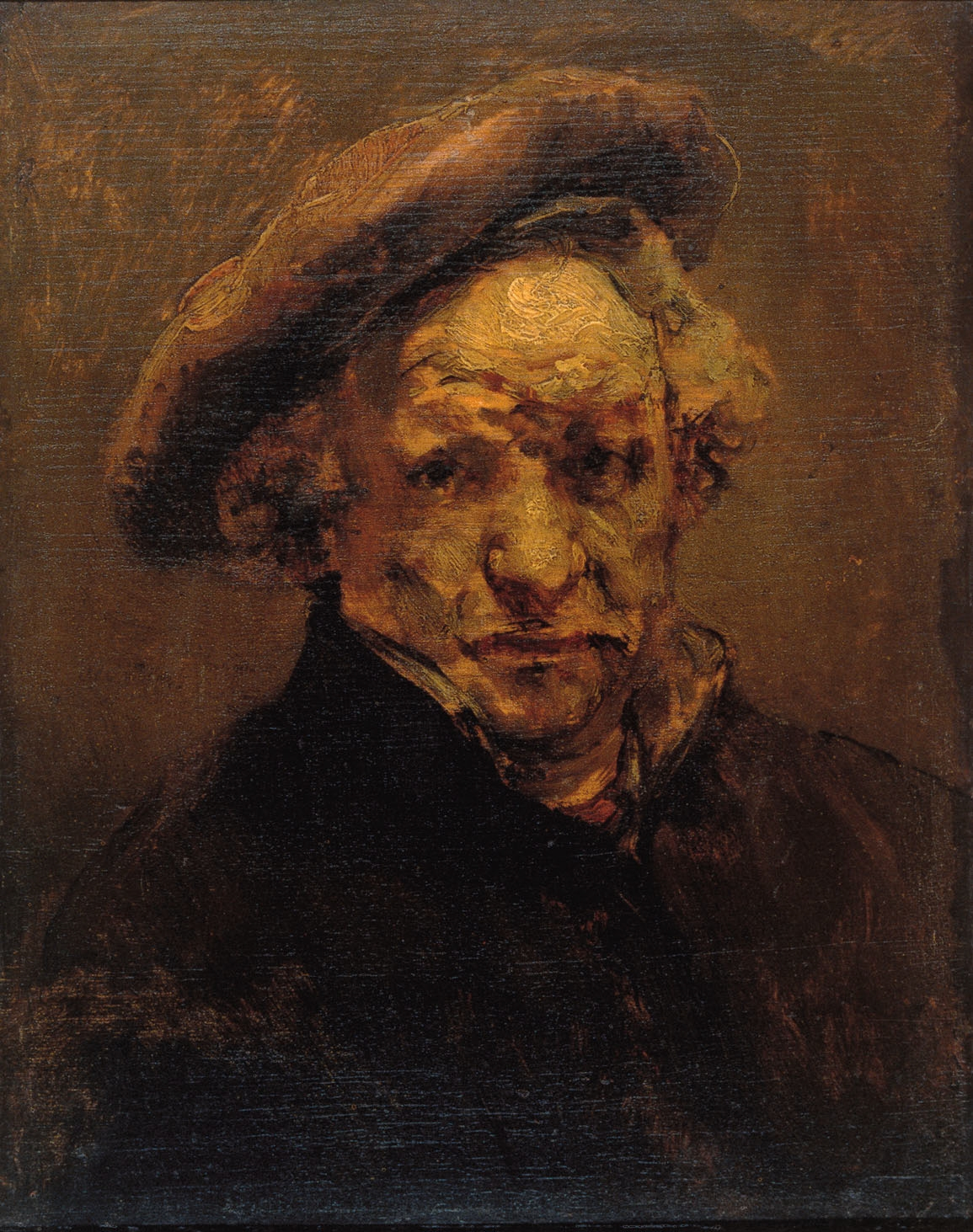
未完成の『自画像』1659年頃 グラネ美術館所蔵
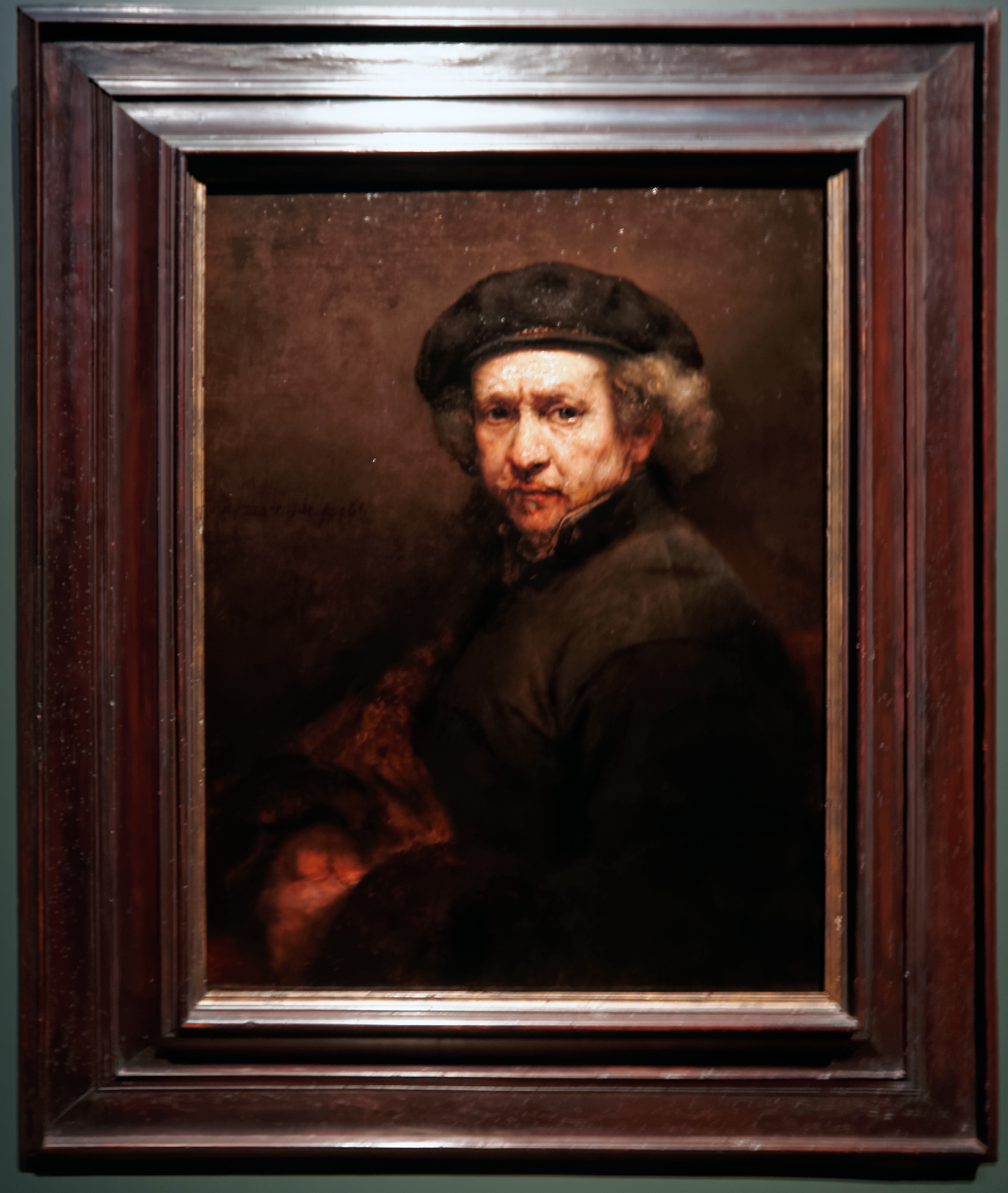
額縁。